# Prostitution i Irak
Prostitution är illegalt i Irak.  
Historiskt var prostitution starkt associerad med slaveri i Irak. Islamisk lag förbjöd prostitution, men tillät män att utnyttja sina slavinnor sexuellt i enlighet med principen om konkubiner inom islam, och prostitution praktiserades genom att ett hallick sålde sin slavinna på bazaaren (slavmarknaden) till en manlig kund, som lämnade tillbaka henne, officiellt på grund av missnöje, sedan han hade haft samlag med henne; detta var en form av prostitution som var laglig och accepterad.
Irak är en betydande destination för illegal människohandel för sexuella ändamål. 